# Onchocercinae
Die Onchocercinae sind eine Unterfamilie der Filarien über 300 Arten. Sie sind Parasiten bei Reptilien, Vögeln und Säugetieren.

## Merkmale und Entwicklungszyklus
Onchocercinae sind Onchocercidae mit langem Schwanz ohne oder allenfalls gering entwickelten Kaudalflügeln. Die beiden Spicula differieren in Größe und Form deutlich mit Ausnahme von Dipetalonema. Die Mundhöhle ist entweder klar definiert oder undeutlich, der Ösophagus generell gut entwickelt.
Die Larvenentwicklung findet in blutsaugenden Insekten statt, welche die Larve 1 (Mikrofilarien) vom Endwirt mit der Blutmahlzeit aufnehmen. Das infektiöse dritte Larvenstadium hat ebenfalls einen langen Schwanz und wird beim erneuten Blutsaugen auf einen Wirt übertragen.

## Systematik
Hodda (2022) gliedert die Oswaldofilariinae in drei Triben mit 44 Gattungen:
- Tribus Dirofilariini
  - Bostrichodera Sandground, 1938
  - Dirofilaria Railliet & Henry, 1910
  - Dirofilariaeformia Lubimov, 1935
  - Edesonfilaria Yeh, 1960
  - Macacanema Schad & Anderson, 1963
  - Skrjabinodera Gnedina & Vsevolodov, 1947
  - Tawila Khalil, 1932
- Tribus Onchocercini
  - Loxodontofilaria Berghe & Gillain, 1939
  - Onchocerca Diesing in Hermann, 1841
- Tribus Dipetalonematini
  - Acanthocheilonema Cobbold, 1870
  - Ackertia Vaz, 1934
  - Agamofilaria Stiles, 1907
  - Andersonfilaria Bartlett & Bain, 1987
  - Bisbalia Bain & Guerrero, 2003
  - Cercopithifilaria Eberhard, 1980
  - Chabfilaria Bain, Dedet & Purnom, 1983
  - Cherylia Bain, Petit, Jacquet, Viallet & Houin, 1985
  - Courduriella Chabaud, Brygoo & Petter, 1961
  - Cruorifilaria Eberhard, Morales & Orihel, 1976
  - Cystofilaria Skryabin & Schikhobalova, 1948
  - Dessetfilaria Bartlett & Bain, 1987
  - Dipetalonema Diesing, 1861
  - Elaeophora Railliet & Henry, 1912
  - Filarissima Chabaud, 1974
  - Fuscicorpa Wehr, 1936
  - Josefilaria Moorhouse, Bain & Wolf, 1979
  - Litomosa Yorke & Maplestone, 1926
  - Litomosoides Chandler, 1931
  - Loaina Eberhard & Orihel, 1984
  - Macdonaldius Khanna, 1933
  - Microfilaria Cobbold, 1882
  - Migonella Lent, Freitas & Proenca, 1946
  - Molossinema Georgi, Georgi, Jiang & Frongillo, 1987
  - Monanema Anteson, 1968
  - Paraochoterenella Purnomo & Bangs, 1999
  - Paraprocta Maplestone, 1931
  - Paulianfilaria Chabaud, Petter & Golvan, 1961
  - Pseudolitomosa Yamaguti, 1941
  - Rumenfilaria Lankester & Snider, 1982
  - Serofilaria Wu & Yun in Wu, Yun, Jia, Xu & Xiao-Nin, 1979
  - Skrjabinofilaria Travassos, 1925
  - Sprattianema Chabaud & Bain, 1976
  - Strianema Eberhard Orihel & Campo-Aasen, 1993
  - Yatesia Bain Baker & Chabaud, 1982